# کشتی مین‌روب کلاس کیسکی
ماین‌سوییپر کلاس کیسکی (به انگلیسی: Kiiski-class minesweeper) یک کلاس از کشتی است که طول آن 15.8 m می‌باشد.